# جکسون‌ها: یک سلسله خانوادگی
جکسون‌ها: یک سلسلهٔ خانوادگی (انگلیسی: The Jacksons: A Family Dynasty) یک مجموعه تلویزیونی در ژانر واقعیت، ساخت کشور آمریکا با بازی اعضای خانوادهٔ جکسون است که از شبکه ای‌اندئی پخش شد. قبل از شروع سریال، در ابتدا به عنوان یک برنامه ویژه یک ساعته دربارهٔ جکسون‌ها (البته به‌جز مایکل و رندی) و قصد آن‌ها برای انتشار آلبوم و شروع یک تور در جشن فیلمبرداری شده بود. پس از مرگ مایکل در ژوئن ۲۰۰۹، فیلم‌های بیشتری از خانواده گرفته و به عنوان سریال ساخته شد.
این سریال، در ۱۳ دسامبر ۲۰۰۹ با قسمت «خانواده جکسون» آغاز به‌کار کرد. پس از یک فصل و شش قسمت، سریال در ۲۷ ژانویه ۲۰۱۰ با قسمت «حالا، چی؟» به پایان رسید. در فوریه ۲۰۱۰، گزارش شد که چهار برادر در حال مذاکره برای فیلمبرداری قسمت‌های فصل دوم این سریال هستند؛ ۱۰ سال بعد، تا فوریه ۲۰۲۰، هیچ خبر جدیدی داده نشده.